# Gran Premio Capodarco 2017
Il Gran Premio Capodarco 2017, quarantaseiesima edizione della corsa, valido come evento dell'UCI Europe Tour 2017 categoria 1.2U, si svolse il 16 agosto 2017 su un percorso di 180 km con partenza ed arrivo da Capodarco. Fu vinto dall'ucraino Mark Padun che terminò la gara in 4h18'05", alla media di 41,85 km/h, davanti ai kazaki Jurij Natarov e terzo Galym Akhmetov.
Accreditati alla partenza 192 ciclisti, dei quali 190 presero il via e soltanto 83 completarono la gara.

## Squadre partecipanti
| N.      | Cod. | Squadra                             |
| ------- | ---- | ----------------------------------- |
| 1-5     | TSE  | Astana City                         |
| 9-13    |      | Gazprom-RusVelo U23                 |
| 17-21   | DDC  | Dimension Data for Qhubeka          |
| 25-29   |      | Vélo Club La Pomme Marseille        |
| 33-37   |      | U.C. Monaco                         |
| 41-45   |      | Team Guerciotti-Racing Redondela    |
| 49-53   |      | V.C. Mendrisio-PL Valli             |
| 57-61   | ROG  | Rog-Ljubljana                       |
| 65-69   | WSA  | WSA-Greenlife                       |
| 73-77   | ZAP  | Zappi Racing Team                   |
| 81-85   |      | Team RSM Academy                    |
| 89-93   |      | Nazionale ungherese                 |
| 97-101  |      | Zalf-Euromobil-Désirée-Fior         |
| 105-109 |      | General Store-Bottoli-Zardini       |
| 113-117 |      | Team Colpack                        |
| 121-125 |      | Team Palazzago Amarù                |
| 129-133 |      | Viris Maserati-Sisal Matchpoint-L&L |
| 137-141 |      | Delio Gallina-Colosio-Eurofeed      |
| 145-149 |      | Northwave-Cofiloc                   |
| 153-157 |      | Namedsport-Rocket                   |

| N.      | Cod. | Squadra                            |
| ------- | ---- | ---------------------------------- |
| 161-165 |      | Gavardo Bi&Esse Carrera Tecmor     |
| 169-173 |      | U.C. Pregnana Team Scout           |
| 177-181 |      | Overall Cycling Team               |
| 185-189 |      | Ciclistica Malmantile              |
| 193-197 |      | Futura Team-Rosini                 |
| 201-205 |      | Team Cervelo                       |
| 209-213 |      | Aran Cucine                        |
| 217-221 |      | Abmol                              |
| 225-229 | AZT  | D'Amico-Utensilnord                |
| 233-236 | GME  | GM Europa Ovini                    |
| 241-245 | SAN  | Sangemini-Mg.KVis                  |
| 249-253 |      | Vejus-TMF-Cicli Magnum             |
| 257-261 |      | Acqua & Sapone Team Mocaiana       |
| 265-269 |      | V.C. Cremonese-Guerciotti          |
| 273-277 |      | U.C. Porto Sant'Elpidio-M.te Urano |
| 281-285 |      | Calzaturieri Montegranaro-Marini   |
| 289-293 |      | Team Sestese Etruria Amore & Vita  |
| 297-301 |      | ASD Bper Banca Gobbi Frutta        |
| 305-309 |      | Team Stipa Milano-Allestim. Fiere  |
| 313-317 |      | U.C. Pistoiese                     |

## Ordine d'arrivo (Top 10)
| Pos. | Corridore          | Squadra        | Tempo    |
| ---- | ------------------ | -------------- | -------- |
| 1    | Mark Padun         | Team Colpack   | 4h18'05" |
| 2    | Jurij Natarov      | Astana City    | a 3"     |
| 3    | Galym Akhmetov     | Astana City    | a 2'30"  |
| 4    | Filippo Zaccanti   | Team Colpack   | a 2'38"  |
| 5    | Luca Raggio        | Viris Maserati | a 2'47"  |
| 6    | Stefano Oldani     | Team Colpack   | a 2'48"  |
| 7    | Giacomo Garavaglia | Viris Maserati | a 2'52"  |
| 8    | Eros Colombo       | Palazzago      | s.t.     |
| 9    | Tadej Pogačar      | Rog-Ljubljana  | a 2'55"  |
| 10   | Filippo Rocchetti  | Zalf-Euromobil | a 2'58"  |